# Buggy (carruagem)
|                        |                                     |
| País                   | Reino Unido, Canadá, Estados Unidos |
| Data de criação        | séc. XIX                            |
| Carruagens semelhantes | não tem                             |

O Buggy é uma carruagem para dois passageiros puxada por um ou dois cavalos. Em países tais como o Reino Unido e o Canadá, o buggy foi, entre 1865 e 1915, o principal meio de transporte para curtas distâncias. Mesmo com o aparecimento do automóvel, as pessoas não deixaram de andar de buggy. O elevado número de buggies levou a que, nos Estados Unidos da América, as estradas fossem na sua maioria pavimentadas, impulsionando os transportes. 